# Championnat du Mexique de football 1949-1950
Navigation
Saison précédente Saison suivante
La Primera División 1949-1950 est la septième édition de la première division mexicaine.
Lors de ce tournoi, le FC León a tenté de conserver son titre de champion du Mexique face aux treize meilleurs clubs mexicains.
Chacun des quatorze clubs participant au championnat était confronté deux fois aux treize autres.

## Les 14 clubs participants
| \| Mexico: Club América CF Asturias CF Atlante Real Club España Club Deportivo Marte Guadalajara: CF Atlas Chivas de Guadalajara Oro de Jalisco Moctezuma de Orizaba Deportivo Veracruz CF Puebla CF Tampico FC León San Sebastián de León Mexico Guadalajara \| Localisation des clubs engagés dans le championnat. |
| Mexico: Club América CF Asturias CF Atlante Real Club España Club Deportivo Marte Guadalajara: CF Atlas Chivas de Guadalajara Oro de Jalisco Moctezuma de Orizaba Deportivo Veracruz CF Puebla CF Tampico FC León San Sebastián de León Mexico Guadalajara                                                           |

| Club                       | Stade                           | Capacité          | Ville       |
| Club América               | Stade Ciudad de los deportes    | 35 161            | Mexico      |
| CF Asturias (en)           | Parque Asturias                 | 25 000            | Mexico      |
| CF Atlante                 | Stade inconnu                   | Capacité inconnue | Mexico      |
| CF Atlas                   | Stade Felipe Martínez Sandoval  | 10 000            | Guadalajara |
| Real Club España           | Parque España y Club Reforma    | 1 000             | Mexico      |
| Chivas de Guadalajara      | Stade Felipe Martínez Sandoval  | 10 000            | Guadalajara |
| Oro de Jalisco             | Stade Felipe Martínez Sandoval  | 10 000            | Guadalajara |
| FC León                    | Stade inconnu                   | Capacité inconnue | León        |
| San Sebastián de León (en) | Stade La Martinica              | 11 000            | León        |
| Club Deportivo Marte       | Stade inconnu                   | Capacité inconnue | Mexico      |
| Moctezuma de Orizaba (en)  | Stade Moctezuma                 | Capacité inconnue | Orizaba     |
| CF Puebla                  | Stade inconnu                   | Capacité inconnue | Puebla      |
| CF Tampico                 | Stade inconnu                   | Capacité inconnue | Tampico     |
| Deportivo Veracruz         | Parc Deportivo Veracruzano (en) | 12 000            | Veracruz    |

## Compétition
Les quatorze équipes s'affrontent à deux reprises selon un calendrier tiré aléatoirement.
Le classement est établi sur l'ancien barème de points (victoire à 2 points, match nul à 1, défaite à 0).
Le départage final se fait selon les critères suivants si le titre ou la relégation sont en jeu :
- Le nombre de points.
- Un match de départage.

Sinon le départage final se fait selon les critères suivants :
- Le nombre de points.
- La différence de buts générale.
- La différence de buts particulière.
- Le nombre de buts marqué à l'extérieur.
- Le tirage au sort.

### Classement
| Rang | Équipe                     | Pts | J  | G  | N | P  | Bp | Bc | Diff |
| ---- | -------------------------- | --- | -- | -- | - | -- | -- | -- | ---- |
| 1    | Deportivo Veracruz         | 39  | 26 | 16 | 7 | 3  | 78 | 43 | +35  |
| 2    | CF Atlante                 | 33  | 26 | 13 | 7 | 6  | 59 | 43 | +16  |
| 3    | FC León (T)                | 31  | 26 | 13 | 5 | 8  | 54 | 35 | +19  |
| 4    | Real Club España           | 30  | 26 | 13 | 4 | 9  | 54 | 48 | +6   |
| 5    | CF Asturias (en)           | 28  | 26 | 11 | 6 | 9  | 50 | 49 | +1   |
| 6    | CF Atlas (C)               | 26  | 26 | 10 | 6 | 10 | 49 | 46 | +3   |
| 7    | CF Puebla                  | 25  | 26 | 11 | 3 | 12 | 51 | 54 | -3   |
| 8    | Club América               | 25  | 26 | 9  | 7 | 10 | 49 | 54 | -5   |
| 9    | Club Deportivo Marte       | 25  | 26 | 10 | 5 | 11 | 52 | 62 | -10  |
| 10   | CF Tampico                 | 24  | 26 | 8  | 8 | 10 | 43 | 47 | -4   |
| 11   | Oro de Jalisco             | 23  | 26 | 8  | 7 | 11 | 64 | 72 | -8   |
| 12   | Chivas de Guadalajara      | 22  | 26 | 7  | 8 | 11 | 47 | 57 | -10  |
| 13   | Moctezuma de Orizaba (en)  | 17  | 26 | 5  | 7 | 14 | 43 | 65 | -22  |
| 14   | San Sebastián de León (en) | 16  | 26 | 5  | 6 | 15 | 41 | 59 | -18  |

| Légende : Abréviations | Légende : Abréviations                                            |
| ---------------------- | ----------------------------------------------------------------- |
|                        | (T) : Tenant du titre (C) : Vainqueur de la Copa México 1949-1950 |

## Bilan du tournoi
| Tableau d'Honneur    |                    |
| Compétition          | Vainqueur          |
| Primera División     | Deportivo Veracruz |
| Copa México          | CF Atlas           |
| Campeón de Campeones | CF Atlas           |

| Promotions et relégations   |                                                             |
| Relégué en Segunda División | Real Club España CF Asturias (en) Moctezuma de Orizaba (en) |
| Intégré en Primera División | Club Necaxa                                                 |